# Radziwiłł II Książę
Radziwiłł II – polski herb książęcy, odmiana herbu Trąby. Herb własny jednej z gałęzi rodziny Radziwiłłów.

## Opis herbu

### Opis historyczny
Juliusz Ostrowski blazonuje herb następująco:

W polu złotem na piersiach orła czarnego ukoronowanego – tarcza czterodzielna; w polu 1 błękitnem – trzy trąby czarne w złoto oprawne – munsztukami w środku stykające się: dwie i jedna (Trąby – herb ojczysty) w II czerwonem – podkowa srebrna barkiem do góry (Podkowa – matki Kiszczanki); w III czerwonem – dwie ryby srebrne, łbami do góry, barkami do siebie (Wadwica – babki macierzystej Monwidówny); w IV błękitnem – między rogami złotego półksiężyca – takaż sześciopromienna gwiazda (Leliwa – babki ojca Naruszewiczówny). Nad tarczą trzy hełmy ukoronowane, w pierwszym – pól lwa złotego ukoronowanego w lewo, w środkowym – pół orła czarnego ukoronowanego w prawo, w trzecim pół gryfa złotego ukoronowanego w prawo. Labry przy pierwszym błękitne, przy środkowym czarne – podbite złotem.

Ostrowski do herbu dodaje również dewizę „BÓG NAM RADZI”.

### Opis współczesny
Opis skonstruowany współcześnie brzmi następująco:
Na tarczy o polu złotym na piersiach orła czarnego z dziobem złotym i językiem czerwonym – tarcza czterodzielna w krzyż. W polu I błękitnym godło herbu Trąby. W polu II czerwonym, na barku podkowy złotej takiż krzyż, na ocelach podkowy z zaćwieczonymi krzyżami (herb Dąbrowa odm.). W polu III czerwonym dwie ryby brązowe w słup łbami ku górze (herb Wadwicz odm.). W polu IV herb Leliwa.
Nad tarczą trzy hełmy z klejnotami w koronach. W klejnocie I orzeł czarny zwrócony wprost, z głową, cieniem i z koroną złotą. W klejnocie II pół lwa złotego. W III pół gryfa złotego.
Labry herbowe czarne, podbite złotem.

## Geneza
Po wymarciu pierwszej linii książąt Radziwiłłów, cesarz Świętego Cesarstwa Rzymskiego wznowił 10 grudnia 1547 roku w Augsburgu tytuł książąt dla dwóch kolejnych przedstawicieli owego rodu. Byli nimi Mikołaj Radziwiłł zwany „Rudym” i Mikołaj Radziwiłł zwany „Czarnym”, a sam przywilej uzyskali dzięki poselstwu jakie pełnił ten pierwszy . Ich główne posiadłości wchodzące w skład przywileju: Birże, Dubinki, Nieśwież i Ołyka zostały podniesione do rangi księstw, a nadania tytułów książęcych potwierdził Zygmunt II August. Juliusz Ostrowski twierdzi, że tytuł ten został przyznany przez panów litewskich w 1549 roku na unii lubelskiej, a w 1569 roku przez panów polskich. W Rosji natomiast tytuł miał być potwierdzony w 1845 roku dla niektórych członków rodziny.
Obaj Mikołajowie zapoczątkowali również dwie odrębne linie rodu, jeden birżańską (wygasła w linii męskiej w 1669 r., w żeńskiej w 1695 r.), drugi nieświeską (istnieje do dziś).

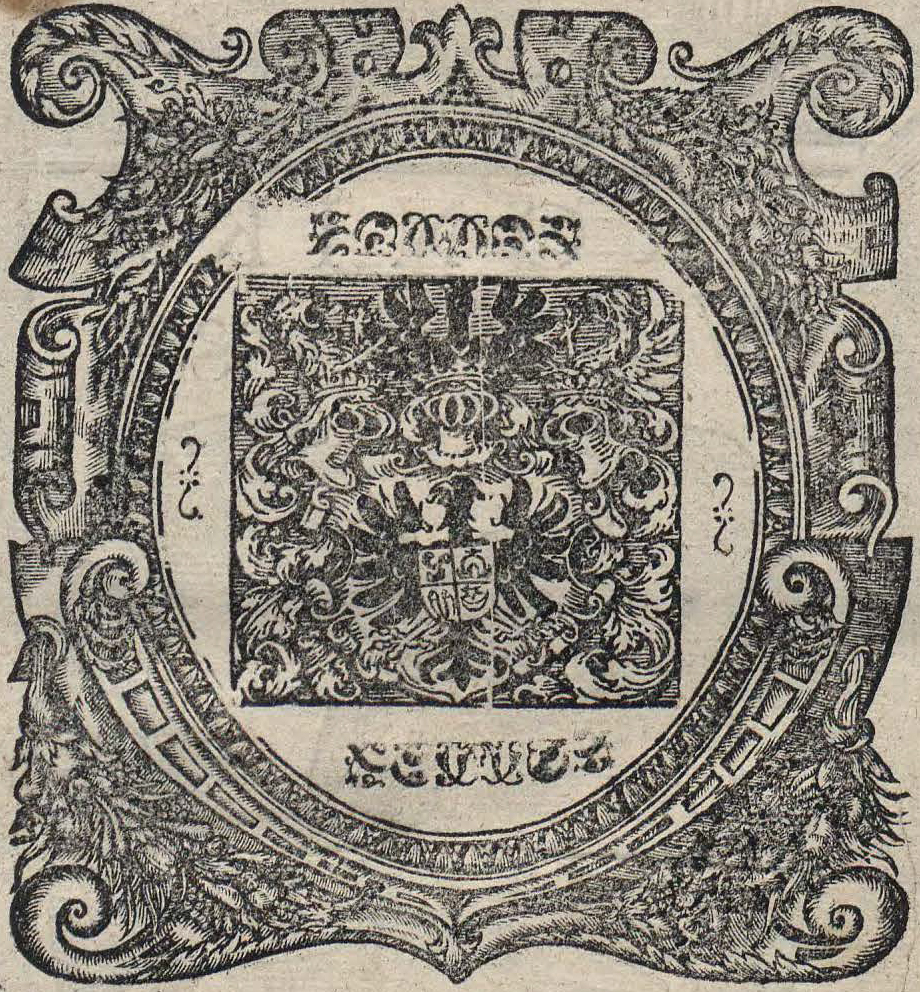
Przedstawienie herbu Radziwiłł II nieznanego autorstwa w ''Kronikach Sarmacyey Europskiey'' (1611).
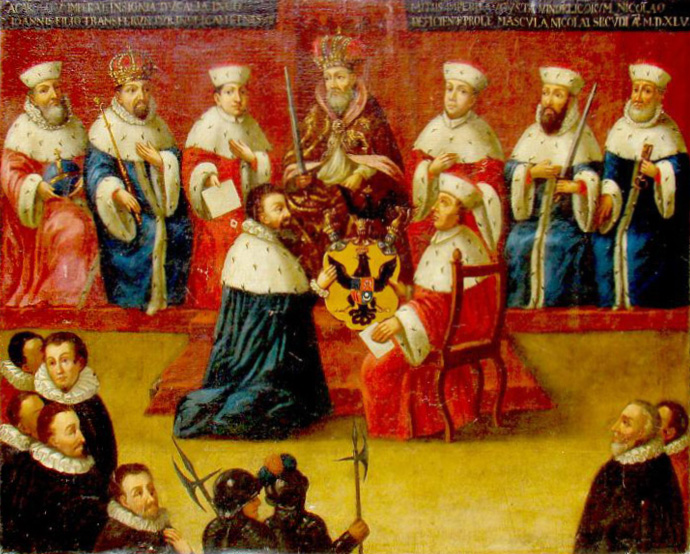
Obraz nieznanego autorstwa, przedstawiający Mikołaja Radziwiłła „Czarnego” otrzymującego od cesarza tytuł książęcy z herbem (XVII w.).
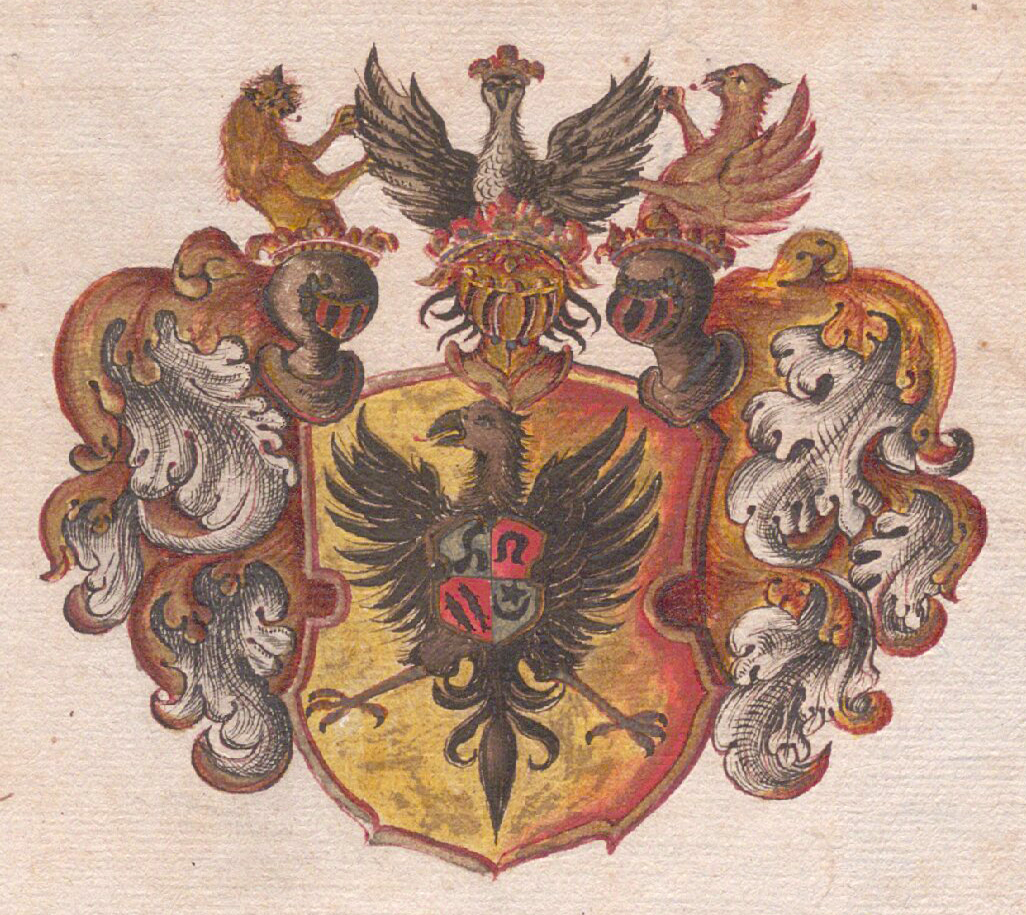
Herb Radziwiłł II nieznanego autorstwa z Archiwum Głównego Akt Dawnych (1700–1900).

## Herbowni
Informacje na temat herbownych w artykule sporządzone zostały na podstawie wiarygodnych źródeł, zwłaszcza na podstawie zwłaszcza klasycznych i współczesnych dzieł historycznych. Należy jednak zwrócić uwagę, że identyczność imienia i nazwiska nie musi oznaczać przynależności do danego rodu herbowego. Przynależność taką mogą bezspornie ustalić wyłącznie badania genealogiczne.
Pełne listy herbownych nie są dziś możliwe do odtworzenia, także ze względu na zniszczenie i zaginięcie wielu akt i dokumentów w czasie II wojny światowej (m.in. w czasie powstania warszawskiego w 1944 spłonęło ponad 90% zasobu Archiwum Głównego w Warszawie, gdzie przechowywana była większość dokumentów staropolskich). Imiona i nazwiska znajdujące się w artykule pochodzą min. z interpretacji Wielkiej Genealogii, Marka Minakowskiego. Herb Radziwiłł II jest herbem własnym, a do jego używania uprawniona jest zaledwie część jednej z gałąź rodziny Radziwiłłów : Mikołaj Radziwiłł zwany „Rudym” i Mikołaj Radziwiłł „Czarnym”. Być może herbu tego zażywali i ich potomkowie. 

## Inne wizerunki herbu książąt Radziwiłłów
| z płaszczem i koroną na orle | ikonografia: |